# Nerf mandibulaire

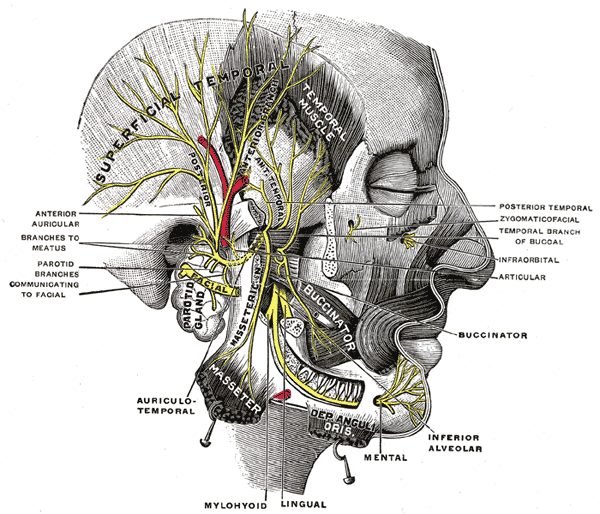
Schéma du nerf mandibulaire et de ses branches, vue latérale

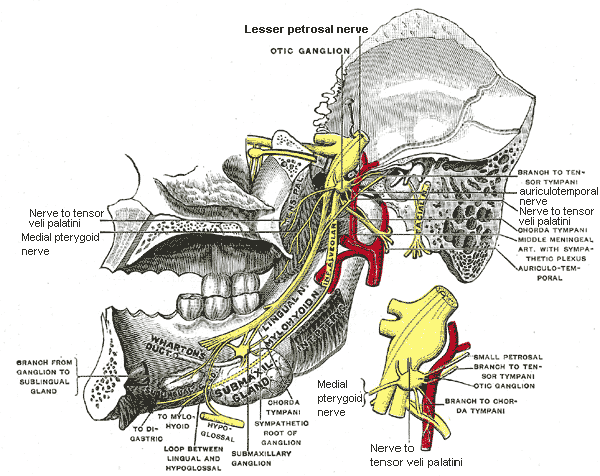
Schéma du nerf mandibulaire et de ses branches, vue médiale

Le nerf mandibulaire (abrégé V3), anciennement nerf maxillaire inférieur, est un nerf sensitivomoteur de la face. C'est l'une des trois branches du nerf trijumeau, le cinquième nerf crânien. Il est entre autres responsable de la sensibilité de la peau de la partie inférieure et latérale de la face et de la motricité des muscles de la mastication.

## Trajet
Le nerf mandibulaire est issu de la réunion de deux racines : une racine sensitive, qui est issue du bord antérolatéral du ganglion trigéminal, et une racine motrice, qui est la racine motrice du nerf trijumeau. Ces deux racines fusionnent au niveau du foramen ovale de l'os sphénoïde qu'elles traversent. Dans la fosse infratemporale, juste en dessous du foramen, le nerf mandibulaire donne une branche méningée récurrente puis se divise après un court trajet en deux troncs, antérieur et postérieur, qui se divisent à leur tour.
Le tronc terminal antérieur se divise en trois branches :
- le nerf buccal,
- le nerf temporal profond moyen,
- le nerf massétérique.

Le tronc terminal postérieur se divise en quatre branches :
- le tronc commun des nerfs des muscles ptérygoïdien médial, tenseur du voile du palais et tenseur du tympan ;
- le nerf auriculo-temporal ;
- le nerf alvéolaire inférieur ;
- le nerf lingual.

## Anastomose
Le nerf mandibulaire est relié à deux autres nerfs crâniens. La branche auriculo-temporale reçoit des rameaux issus du ganglion otique en provenance du nerf glossopharyngien. La branche linguale reçoit la corde du tympan, elle-même une branche du nerf facial.

## Fonction

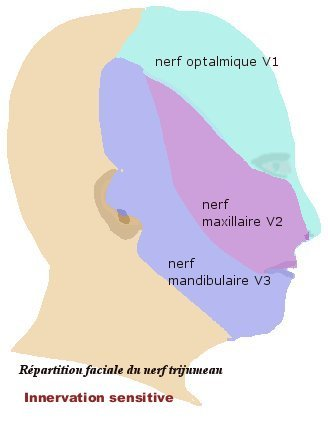
Territoire cutané inervé par le nerf trijumeau

Le nerf mandibulaire est responsable de l'innervation sensitive de plusieurs éléments :
- la peau de la tempe, de la joue, de la lèvre inférieure et du menton ;
- la muqueuse de la cavité buccale au niveau de la face médiale de la joue, des gencives, de la lèvre inférieure, de la région antérieure de la langue ;
- les dents inférieures ;
- les bourgeons gustatifs de la partie antérieure de la langue pour participer à la sensibilité gustative (ces neurones sont issus du nerf facial) ;
- les muscles de la mimique pour la sensibilité proprioceptive ;
- les méninges de la fosse cérébrale moyenne.

Le nerf mandibulaire est responsable de l'innervation motrice des éléments suivants :
- les muscles de la mastication : masséter, temporal, ptérygoïdien médial, ptérygoïdien latéral ;
- d'autres muscles : tenseur du voile du palais, tenseur du tympan, mylo-hyoïdien et le ventre antérieur du muscle digastrique.

Le nerf mandibulaire participe également à l'innervation autonome des glandes salivaires : la parotide d'une part (neurones issus du nerf glossopharyngien), et la submandibulaire et la sublinguale d'autre part (neurones issus du nerf facial).